# O sällhet stor, som Herren ger
O sällhet stor, som Herren ger är en psalm av Nils Frykman 1877. Texten skildrar glädjen i att höra Herren till. 
Melodin (6/8, A-dur) är från Engelkes sånger 1871.
I 1986 års psalmbok gjordes en mindre bearbetning och förkortning i förhållande till originalet utan namngiven upphovsman till redigeringen.

## Publicerad i
- Herde-Rösten 1892 som nr 487 under rubriken "Frid och sällhet".
- Svenska Missionsförbundets sångbok 1920 som nr 334 under rubriken "Guds barns trygghet".
- Segertoner 1930 som nr 436 under rubriken "Glädje och lovsång".
- Segertoner 1960 som nr 436.
- Frälsningsarméns sångbok 1968 som nr 338 under rubriken "Det Kristna Livet - Jubel och tacksägelse".
- Den svenska psalmboken 1986 som nr 262 under rubriken "Glädje - tacksamhet".
- Sångboken 1998 som nr 100.
- Lova Herren 1988 som nr 419 under rubriken "Guds barns trygghet och frid".